# Будівля Імперського Верховного суду (Лейпциг)
Будівля Імперського Верховного суду (нім. Reichsgerichtsgebäude) — історична громадська будівля адміністративного призначення у м. Лейпциг. Зведена впродовж 1888 – 1895 років за проєктом архітекторів Людвіга Хоффманна і Петера Дібвада як осідок заснованого 1879 року Верховного суду Німецької імперії.
Дизайн споруди  виконано в дусі історизму в архітектурі у стилі пізнього італійського Відродження з елементами французького бароко. В плані чотириповерхова будова має форму прямокутника розміром 126 х 76 метрів.  Масивний чотирикутний купол споруди увінчаний алегоричною скульптурою Правди; висота цього куполу від основи фундаменту будинку до верхівки статуї — 68.5 метра. Будівлю урочисто відкрито Вільгельмом II 26 жовтня 1895 року.
По Другій світовій війні пошкоджену бомбардуваннями будівлю після реставрації займав Лейпцизький музей мистецтв (у 1952 — 1997 роках). Від 26 серпня 2002 року в приміщенні працює Федеральний адміністративний суд Німеччини.
Споруда суду є однією з визначних пам'яток Лейпцига. Велика зала засідань і вестибюль будівлі Імперського Верховного Суду відкриті для відвідувачів (туристів).

## Архітектура

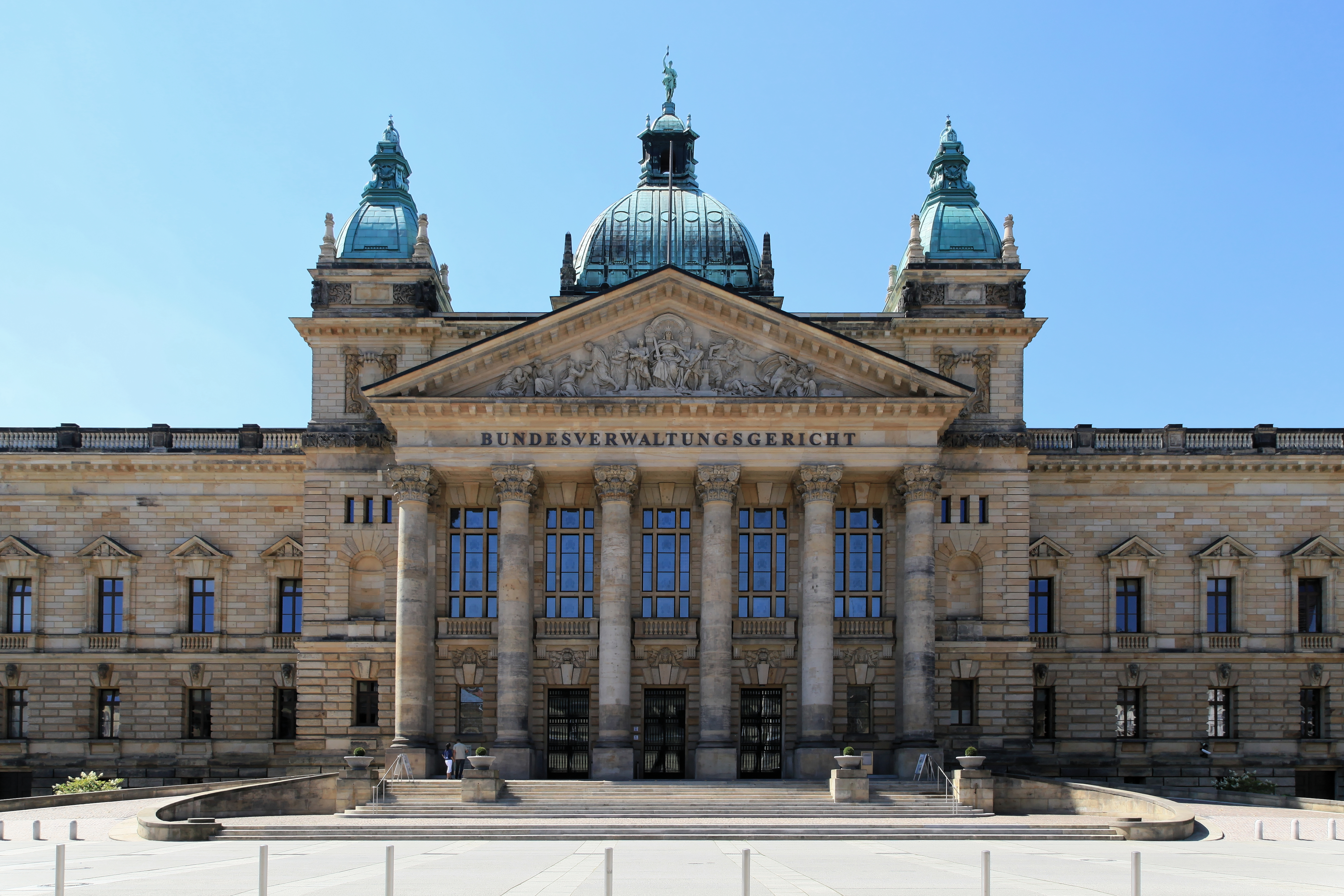
Фасад будівлі зблизька